# Monongalia County
Monongalia County är ett administrativt område (county) i delstaten West Virginia, USA, med 96 189 invånare (2010). Den administrativa huvudorten (county seat) är Morgantown. 

## Geografi
Enligt United States Census Bureau så har countyt en total area på 948 km². 936 km² av den arean är land och 12 km²  är vatten. 

### Angränsande countyn
- Greene County, Pennsylvania - nord
- Fayette County, Pennsylvania - nordöst
- Preston County - öst
- Taylor County - i sydöst
- Marion County - syd
- Wetzel County - väst